# Jürg Grossen
Jürg Grossen (Frutigen, 24 agosto 1969) è un politico svizzero del Partito Verde Liberale della Svizzera (PVL). Dal 2011 è membro del Consiglio nazionale per il Canton Berna.

## Biografia

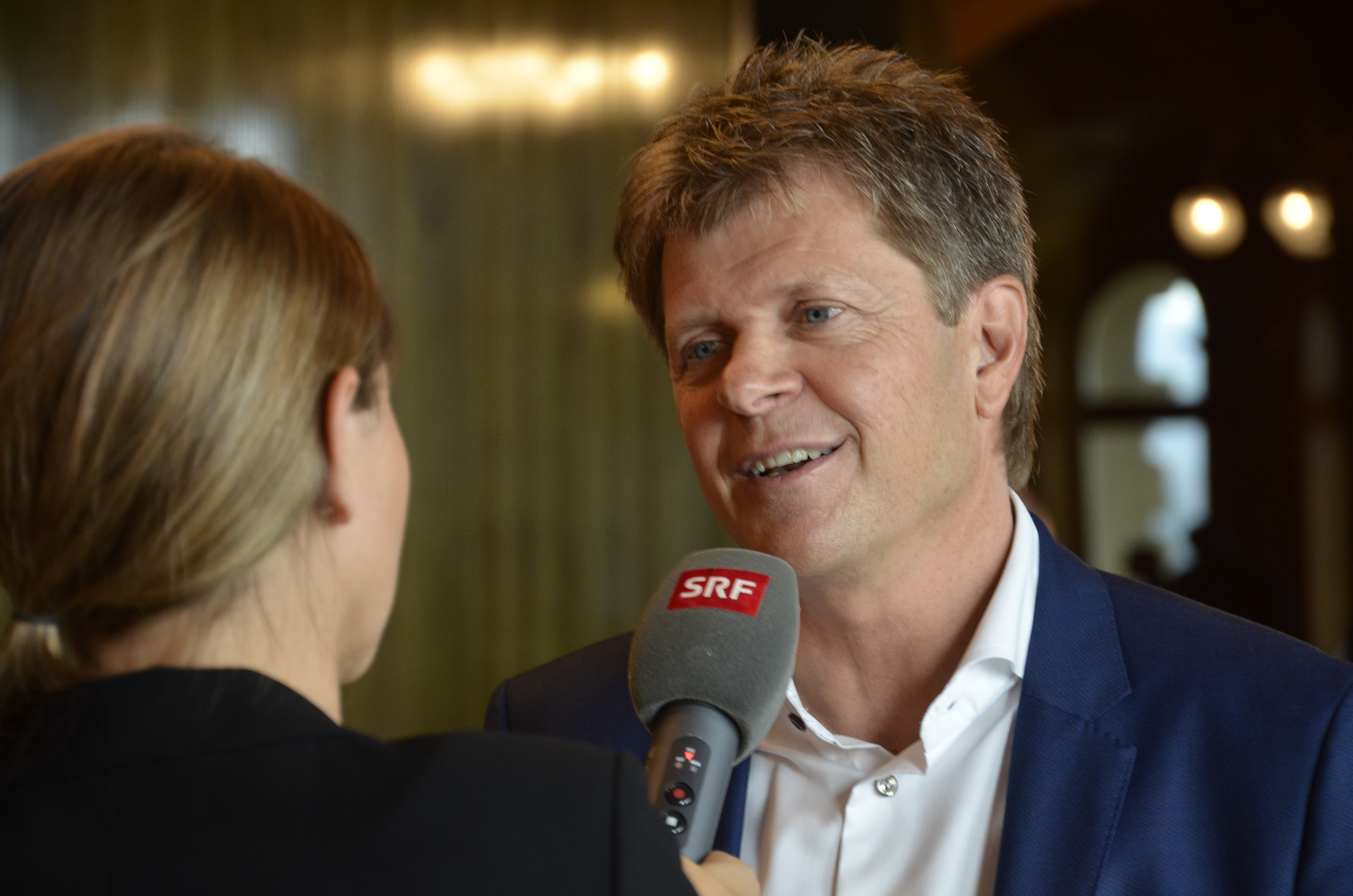
Jürg Grossen intervistato il giorno delle elezioni federali del 2019

Presentatosi alle elezioni federali del 2011, venne eletto Consigliere nazionale per il Canton Berna con 26 968 voti, ventiseiesimo tra i candidati eletti più votati del cantone. Venne riconfermato alle elezioni federali del 2015 (40 572 preferenze, ventitreesimo eletto più votato), del 2019 (57 328 preferenze, quindicesimo eletto più votato) e del 2023 (78 289 preferenze, undicesimo eletto più votato).
Dal 2016 al 2017 ricoprì il ruolo di vicepresidente del PVL, e dall'agosto 2017 quello di presidente del partito. Dal 2015 al 2017 fu vicepresidente del Gruppo Verde Liberale all'Assemblea federale.